# Frank Jensen

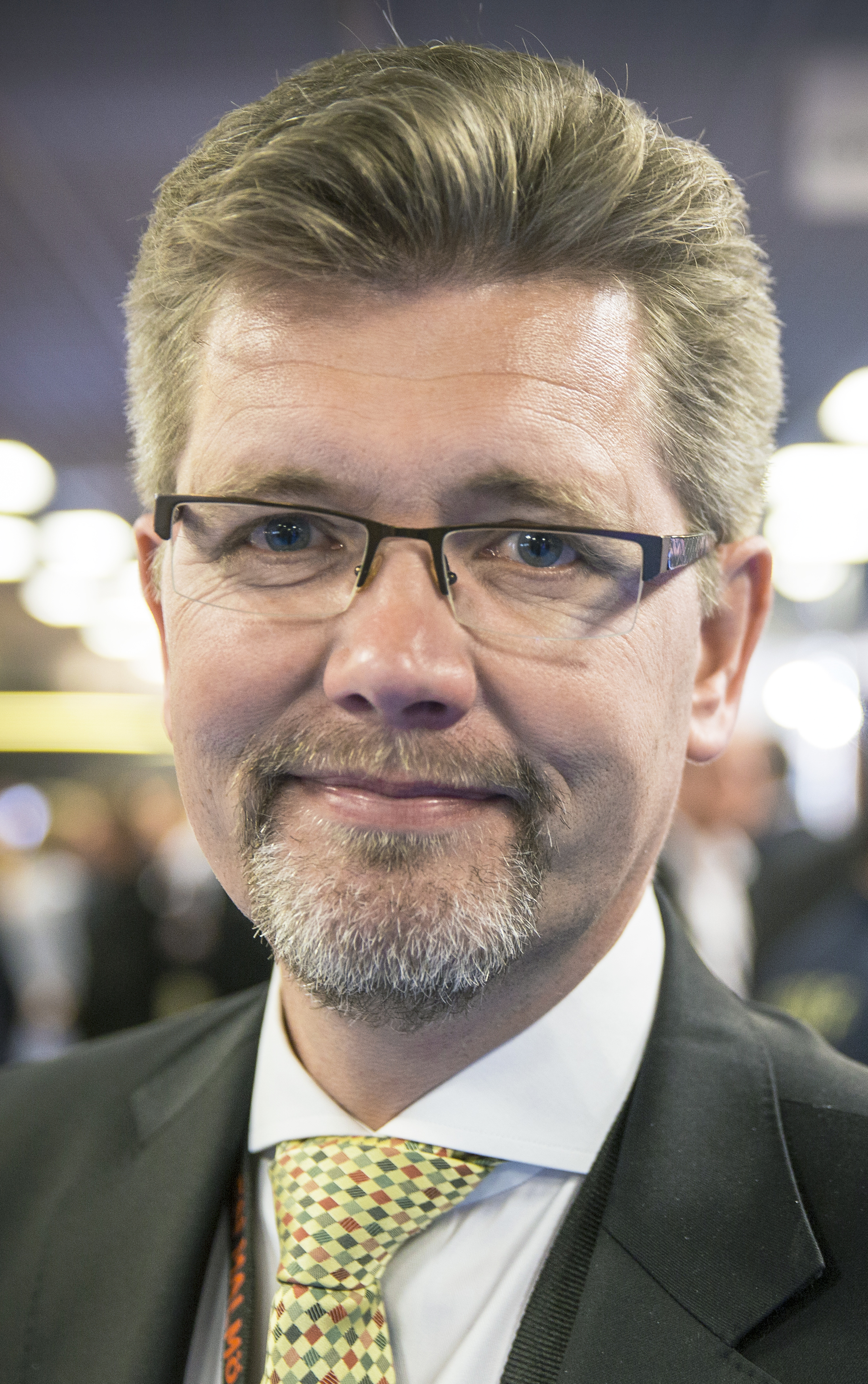
Frank Jensen, 2014

Frank Jensen (* 28. Mai 1961 in Ulsted in Nordjütland) ist ein ehemaliger dänischer Politiker (Socialdemokraterne). Er war von 2010 bis 2020 Oberbürgermeister von Kopenhagen.

## Leben
Jensen wuchs als Sohn eines Bürgermeisters und einer Lehrerin in Nordjütland auf. Er studierte an der Universität Aalborg Ökonomie und schloss das Studium 1986 ab.
Schon als Jugendlicher war er in der dänischen Sozialdemokratischen Jugend engagiert und wurde später Parlamentarier. Er war Mitglied des parlamentarischen Finanzausschusses und des Ausschusses für Außenpolitik. Von 1994 bis Ende 1996 war Jensen Wissenschaftsminister im Kabinett von Poul Nyrup Rasmussen und anschließend bis 2001 ebenfalls in Rasmussens Kabinett Justizminister. 2005 unterlag er knapp bei der Urabstimmung über den Parteivorsitz der dänischen Socialdemokraterne gegen Helle Thorning-Schmidt.
2009 fragte ihn nach eigenen Angaben Helle Thorning-Schmidt, ob er für das Oberbürgermeisteramt in Kopenhagen kandidieren würde. Jensen wurde gewählt und war ab 2010 Oberbürgermeister der Hauptstadt. 
Im Oktober 2020 legte Frank Jensen nach Anschuldigungen wegen sexueller Belästigung sein Amt nieder und zog sich aus der Politik zurück. Jensen gab zu, dass er in seiner Karriere verschiedene Frauen sexuell belästigt habe. Ritt Bjerregaard, seine Vorgängerin im Amt, sagte, dass ihm bereits seit 2004 Belästigungen von Frauen vorgeworfen worden seien und er gewarnt gewesen sei. Dennoch sei es zu weiteren Fällen gekommen. Der Fraktionsvorsitzende der Sozialdemokraten im Stadtrat, Lars Weiss, trat übergangsweise seine Nachfolge an und wurde schließlich ohne Gegenkandidaten gewählt.